# Masakra w Kafr Kasim
Masakra w Kafr Kasim – masakra, która miała miejsce 29 października 1956 w arabskiej wiosce Kafr Kasim, znajdującej się w granicach Izraela. W trakcie wydarzeń Straż Graniczna Izraela zabiła 48 palestyńskich cywilów, w tym 19 mężczyzn, 6 kobiet i 23 dzieci. Masakra nastąpiła w dniu rozpoczęcia wojny synajskiej, gdy izraelskie władze wojskowe wprowadziły godzinę policyjną w wiosce. Wielu mieszkańców wracających z pracy nie zostało o niej poinformowanych i padło ofiarą egzekucji.

## Tło wydarzeń
W tamtym czasie (1949-1966) arabscy obywatele Izraela byli traktowani przez państwo jako potencjalnie wrogie społeczeństwo. Podlegali specjalnemu nadzorowi w ramach administracji wojskowej, a ich osiedla – w tym Kafr Kasim – znajdowały się w strefach podległych dowódcom wojskowym. W przeddzień konfliktu izraelski wywiad oczekiwał, że Jordania przyłączy się do wojny po stronie Egiptu. Na tej podstawie wszystkie arabskie wsie położone blisko Zielonej Linii – granicy z Zachodnim Brzegiem – zostały objęte godziną policyjną.

## Przebieg
Oddziały Straży Granicznej Izraela otrzymały rozkaz zabezpieczenia obszaru przy granicy z Zachodnim Brzegiem. Dowódca pułkownik Yissachar Shadmi wyznaczył godzinę policyjną, która zaczęła obowiązywać od 17:00, jednak wielu mieszkańców wsi pracowało poza domem i nie zostało powiadomionych o zmianie. Wydano rozkaz strzelania do każdego, kto naruszy godzinę policyjną. Na pytanie, co zrobić z osobami nieświadomymi nowego rozporządzenia, Shadmi miał odpowiedzieć wymijająco.
W Kafr Kasim dowódca jednostki granicznej, porucznik Gabriel Dahan, zastosował rozkazy dosłownie. W ciągu półtorej godziny, w dziewięciu oddzielnych incydentach, jego oddział zastrzelił 48 osób: 19 mężczyzn, 6 kobiet (w tym jedną ciężarną) i 23 dzieci. Wiele ofiar wracało z pracy do domu, nieświadomych nowego zakazu. Ranni pozostali bez pomocy przez całą dobę z powodu obowiązującej godziny policyjnej. Ciała zebrano i pochowano we wspólnej mogile.

## Proces i upamiętnienie
Funkcjonariusze biorący udział w masakrze zostali postawieni przed sądem. Sąd wojskowy uznał, że rozkaz był „rażąco nielegalny”, co w prawie izraelskim oznaczał nakaz moralnej odmowy wykonania. Skazano 11 osób, z których większość otrzymała wyroki od 7 do 17 lat pozbawienia wolności. Dowódca brygady został ukarany jedynie symboliczną grzywną – 10 prutot. Ostatecznie wszystkie kary zostały złagodzone, a do 1959 wszyscy zostali zwolnieni. Niektórzy otrzymali później awanse: Szmuel Malinski został dyrektorem Centrum Badań Jądrowych w Negewie, a Gabriel Dahan kierownikiem ds. arabskich w Ramli.
Pułkownik Yissachar Shadmi, najwyższy rangą oskarżony, stwierdził przed śmiercią, że jego proces miał charakter pokazowy i służył ochronie przywódców politycznych oraz wojskowych, w tym premiera Dawida Ben Guriona. Celem miało być przedstawienie masakry jako odosobnionego przypadku działań „zbuntowanych” żołnierzy, a nie wyniku decyzji podjętych na najwyższych szczeblach władzy.
W grudniu 2007 prezydent Izraela Szimon Peres wystosował formalne przeprosiny za masakrę. W październiku 2021 izraelski parlament (Kneset) odrzucił projekt ustawy autorstwa Zjednoczonej Listy, który przewidywał oficjalne uznanie masakry jako wydarzenia historycznego.